# سوخی دول (سوردولیتسا)
سوخی دول (به صربی: Suhi Dol) یک منطقهٔ مسکونی در صربستان است که در سوردولیکا واقع شده‌است. سوخی دول ۶۹ نفر جمعیت دارد.